# Municipio de Collins (Iowa)
El municipio de Collins (en inglés: Collins Township) es un municipio ubicado en el condado de Story en el estado estadounidense de Iowa. En el año 2010 tenía una población de 787 habitantes y una densidad poblacional de 8,45 personas por km².

## Geografía
El municipio de Collins se encuentra ubicado en las coordenadas 41°54′35″N 93°16′54″O / 41.90972, -93.28167. Según la Oficina del Censo de los Estados Unidos, el municipio tiene una superficie total de 93.18 km², de la cual 92,74 km² corresponden a tierra firme y (0,48 %) 0,44 km² es agua.

## Demografía
Según el censo de 2010, había 787 personas residiendo en el municipio de Collins. La densidad de población era de 8,45 hab./km². De los 787 habitantes, el municipio de Collins estaba compuesto por el 98,35 % blancos, el 0,13 % eran afroamericanos, el 0,38 % eran asiáticos y el 1,14 % eran de una mezcla de razas. Del total de la población el 0,38 % eran hispanos o latinos de cualquier raza.